# Deuteronomos infidelis
Deuteronomos infidelis là một loài bướm đêm trong họ Geometridae.